# Абела, Мариса
Мариса Габриэлль Абела (англ. Marisa Gabrielle Abela) — британская актриса известная по ролям в фильме «Обратно во мрак», английском сериале «Индустрия», а также эпизодическому появлению в картине «Барби».

## Биография
Мариса родом из Брайтона, родилась в семье режиссёра Анджело Абелы и актрисы Кэролайн Грубер, стала младшей из двух детей, кроме неё у супругов есть сын Джек. Девушка имеет смешанные малтийские, ливийские, еврейские корни. В детстве актриса увлекалась танцами, конным спортом, а также изучением прав человека. После окончания школы она намеревалась стать юристом, но в последний момент изменила свое решение. Актрисе было одиннадцать лет когда она исполнила роль Элис, дебютом стал драматический фильм «Человек в коробке». Однако после этого карьера девушки не продвинулись. Вновь она появилась на экранах только после учёбы. В 2018 году она окончила Королевскую академию драматического искусства. Первая после перерыва роль была ей исполнена в сериале «Кобра». В 2022 году сыграла подростка в фильме «Барби». Затем она сыграла главную роль в биографическом фильме «Обратно во мрак» об Эми Уайнхаус. Следующей работой актрисы станет шпионский триллер «Чёрный чемодан — двойная игра». С 2020 года девушка встречается с театральным актёром Джейми Боджио, спустя четыре года отношений они объявили о помолвке и поженились год спустя.

## Фильмография
| Год       |   | Русское название                             | Оригинальное название                  | Роль                      |
| --------- | - | -------------------------------------------- | -------------------------------------- | ------------------------- |
| 2008      | ф | Человек в коробке                            | Men in a box                           | Элис                      |
| 2020—2025 | с | Индустрия                                    | Industry                               | Ясмин Кара Ханани         |
| 2020      | с | Кобра                                        | COBRA                                  | Элисон Сазерланд          |
| 2022      | ф | Шпион, которого не было                      | Freegard                               | Софи Джонс                |
| 2022      | ф | Сама любовь                                  | She is love                            | Луиза                     |
| 2023      | ф | Барби                                        | Barbie                                 | Говорящая Барби Подросток |
| 2024      | ф | Обратно во мрак                              | Back to Black                          | Эми Уайнхаус              |
| 2025      | ф | Чёрный чемодан — двойная игра                | Black bag                              | Кларисса Дюбос            |
| 2025—2026 | с | Гордость и предубеждение: серия из подкастов | Pride And Prejudice ( Podcast ) Series | Элизабет Беннет           |
| 2025      | ф | Голливудский доступ                          | Access Hollywood                       | Камео                     |
| 2026      | ф | Горец                                        | Highlander                             | Хитер Маклауд             |